# Эрхиноальд
Эрхиноальд (лат. Erchinoaldus; умер в 658) — майордом Нейстрии (641—658).

## Биография

### Ранние годы
Основными историческими источниками о жизни Эрхиноальда являются «Хроника» Фредегара, его продолжателей и «Книга истории франков».
О происхождении Эрхиноальда точно известно только то, что он был единокровным братом матери короля Дагоберта I Бертетруды, возможно, имевшей бургундское происхождение. Это свидетельствует о том, что Эрхиноальд принадлежал к высшим слоям франкской знати. Некоторые средневековые хроники называют родителями Эрхиноальда герцога Ансберта и Билихильду, а братьями епископа Реймса Ландона, герцога Васконии Адабальда и графа Сигиберта, однако эти сведения не подтверждаются современными событиям источниками.
Различные агиографические источники, в том числе, «Деяния аббатов Фонтенеля», сообщают о больших земельных владениях, которыми располагал Эрхиноальд. Известно, что он имел поместья вблизи нейстрийских городов Нуайон, Амьен, Жюмьеж, Сен-Кантен (в районе рек Марна и Сомма), Руан, а также в Бургундии.

### Майордом Нейстрии
Первое точно датированное свидетельство о Эрхиноальде в современных ему исторических источниках датировано 638 годом, когда в одной из королевских хартий он был упомянут как герцог (лат. dux). В житии Элигия он наделён почётным титулом praepositus palatii, а Беда Достопочтенный в «Церковной истории народа англов» называл его патрицием. После смерти в 641 году майордома Нейстрии и Бургундии Эги Эрхиноальд получил его должность. Одновременно вместе с королевой-матерью Нантильдой он стал регентом при несовершеннолетнем короле Хлодвиге II.
Однако уже в следующем году по повелению Нантильды пост майордома Бургундии был передан Флаохаду, возможно, находившемуся в любовной связи с королевой. Вслед за церемонией возведения Флаохада в должность, состоявшейся в марте в Орлеане, оба майордома обменялись взаимными уверениями в признании полномочий друг друга и договорились во всём действовать сообща. Вероятно, в Бургундии Флаохаду так и не удалось добиться значительной поддержи среди знатных людей королевства. Более того, получение им должности майордома поссорило его с другом, богатым и влиятельным бургундским патрицием Виллебадом, управлявшим землями вокруг Лиона, Вьена и Валанса. После смерти королевы Нантильды Флаохад столкнулся с ещё большим недовольством бургундской знати. Желая заручиться поддержкой Эрхиноальда, в сентябре 642 года Флаохад организовал поездку короля Хлодвига II из нейстрийского Парижа в бургундский Отён. В пути их сопровождали майордом Нейстрии и другие представители знати этого королевства. Сюда же прибыл и Виллебад. Его приезд настолько возмутил Флаохада, что на следующий день он со своими друзьями напал на лагерь патриция. По свидетельству жития святого Элигия, во время произошедшей схватки, больше похожей на сражение, Виллебад был убит Флаохадом. В это время нейстрийцы во главе с Эрхиноальдом и многие бургундцы безучастно наблюдали за сражавшимися, а когда бой закончился, разграбили лагерь сторонников Виллебада. Однако после убийства Флаохад прожил всего несколько дней, скончавшись в Дижоне от лихорадки.
Из-за отсутствия достаточного количества источников о истории Бургундии второй половины VII века, точно неизвестно, к кому после смерти Флаохада перешла должность майордома. Предполагается, что или преемником Флаохада мог быть Радоберт, упоминавшийся как майордом в 653 или 654 году, или Флаохад был последним самостоятельным майордомом Бургундии и после него эта должность в королевстве была окончательно упразднена. О том, пытался ли Эрхиноальд после смерти Флаохада снова получить власть над Бургундией, ничего не известно.
Эрхиноальд продолжал занимать пост майордома Нейстрии всё правление короля Хлодвига II. О исполнении Эрхиноальдом своих обязанностей известно очень мало. Предполагается, что при Хлодвиге II майордом обладал всей полнотой власти в государстве. Использование в некоторых хрониках в отношении Эрхиноальда титула принцепс, возможно, должно свидетельствовать о нём как о лице, статус которого в государстве было не намного ниже королевского. Возможно, что полномочия Эрхиноальда распространялись не только на Нейстрию, но и на Бургундию, где он опирался на союз с высшим духовенством и знатью.
Современник Эрхиноальда Фредегар описывал его как всеми любимого человека, тихого, добропорядочного, очень скромного, любезного с епископами, не гордого и не алчного, но не забывавшего и о своей личной выгоде. Его хроника свидетельствует, что майордом «как долго жил, так долго и хранил мир». Первый автор хроники «Продолжателей Фредегара» также хвалит Эрхиноальда за ум и силу, подчёркивая, что «мир правил королевством Хлодвига, и в нем не было войн». Однако в житии святого Элигия, не входившего в число сторонников Эрхиноальда, майордому дана намного менее лестная характеристика.
Известно, что домашней рабыней Эрхиноальда была англосаксонка Батильда, похищенная в Британии и проданная в земле франков. После смерти своей жены Леутсинды майордом хотел взять в жёны свою рабыню, но та отвергла все его домогательства. Вскоре по требованию Хлодвига II, увидевшего Батильду в доме майордома, Эрхиноальд должен был отдать её королю. Около 650 года Хлодвиг женился на Батильде. В этом браке родились три короля — Хлотарь III, Хильдерик II и Теодорих III.
Эрхиноальд оказывал особое покровительство ирландским монахам, прибывавшим из Ирландии и Британии во Франкское государство. По свидетельству «Церковной истории народа англов» Беды Достопочтенного, патриций Эрхиноальд приютил у себя изгнанного из Британии Фурсу, помог тому стать аббатом Ланьи, а затем на свои собственные средства похоронил святого в Пероне, где стараниями майордома был основан ещё один монастырь. Однако с братом Фурсы Фоилланом, пытавшимся утвердиться в качестве нового аббата в Перроне, Эрхиноальд поссорился и изгнал того из обители. Майордом Нейстрии также покровительствовал Фонтенельскому аббатству и его первому настоятелю святому Вандрилю, которому предоставил средства для основания этого монастыря. По повелению Эрхиноальда между 649 и 653 годами в Шалон-сюр-Соне собирался поместный собор франкских епископов, на котором были обсуждены вопросы взаимоотношения церкви и светских властей Франкского государства.
Эрхиноальд скончался вскоре после вступления на престол Нейстрии и Бургундии в 657 году короля Хлотаря III. Вероятно, это произошло в 658 году. «Житие Элигия» связывало кончину майордома с его отказом отдать свои богатства на благотворительность, о чём его просил этот святой. Новым майордомом Нейстрии по требованию знати королевства был назначен Эброин.

### Семья
Сыном Эрхиноальда от брака с Леутсиндой был Леудезий, также как и отец занимавший должность майордома Нейстрии.
Некоторые историки называют Эрхиноальда также отцом Эммы, супруги короля Кента Эдбальда. На основании ономастических данных они предполагают, что ребёнок от этого брака, король Эрконберт, и его дочь Эрконгота получили свои имена в честь деда и прадеда соответственно. Однако это мнение не поддерживается другими исследователями, которые считают Эмму представительницей рода Меровингов, возможно, дочерью короля Хлотаря II. Вероятно, что родственные связи с семьёй Эрхиноальда имел епископ Лондона в 675—693 годах Эрконвальд.
Вероятно, родственником Эрхиноальда был его преемник на посту майордома Эброин, названный в хронике продолжателей Фредегара крестником его сына Леудезия. Предполагается, что жена Эброина Леутруда могла быть сестрой или племянницей Эрхиноальда. На основании ономастических данных также делается предположение, что Эрхиноальд мог состоять в родстве и с епископом Отёна Леодегарием.